# Jâtcovița
Jâtcovița (în sârbă Житковица) este un sat în plasa Golubăț, Districtul Braničevo, Timoc, Serbia. Aici are loc anual Festivalul Internațional „Joc Românesc” de la Jâtcovița.
Localitatea a fost locuită compact de românii timoceni.

## Demografie
În satul Jâtcovița există 116 locuitori adulți, iar vârsta medie a populației este de 45,3 ani (41,7 la bărbați și 48,8 la femei). Satul are 48 de gospodării, iar numărul mediu de membri pe gospodărie este de 2,96.

### Evoluția istorică a populației
|  |

| Demografie | Demografie | Demografie |
| An         | Locuitori  | Locuitori  |
| ---------- | ---------- | ---------- |
| 1948       | 327        |            |
| 1953       | 344        |            |
| 1961       | 350        |            |
| 1971       | 325        |            |
| 1981       | 310        |            |
| 1991       | 142        |            |
| 2002       | 43         |            |